# نسل سوم نویسندگان پس از جنگ

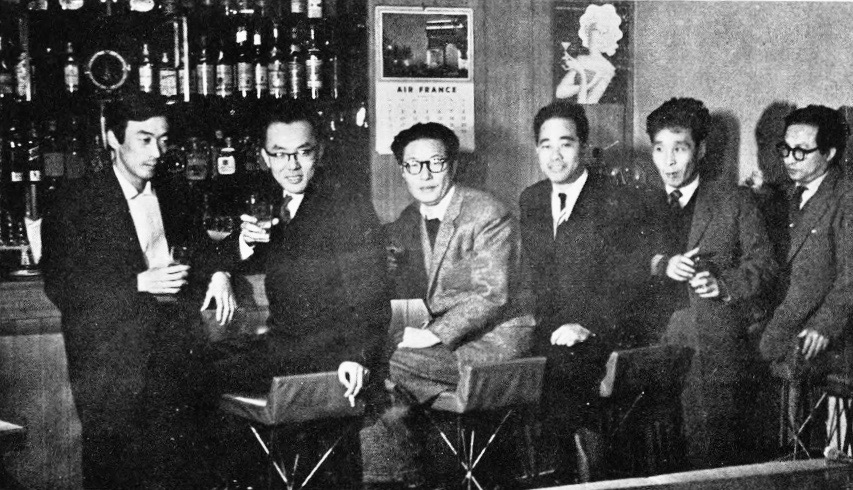
از سمت چپ: جونوسوکه یوشیوکی، شوساکو اندو، کیتارو کوندو، جونزو شونو، شوتارو یاسوکا و نوبو جیجیما

نسل سوم نویسندگان پس از جنگ (به ژاپنی: 第三の新人, daisan no shinjin) یک طبقه‌بندی در ادبیات ژاپنی مدرن برای گروه‌بندی نویسندگانی است که بین سال‌های ۱۹۵۳ و ۱۹۵۵ در صحنه ادبی پساجنگ ظاهر شدند.
شوساکو اندو، یکی از اعضای نسل سوم یک بار گفت: "در آن روزها، اگرچه ما جایزه آکوتاگاوا را یکی پس از دیگری دریافت کرده بودیم، به سختی کسی انتظار داشت که نویسنده بزرگی شویم. چنان تصور می‌کردیم که گویی به زودی توسط دنیای ادبی فراموش خواهیم شد. دقیقاً، تقریباً همه مردم شروع به شناخت جایزه آکوتاگاوا نکردند تا اینکه ایشیهارا شینتارو جایزه را برد و رسانه‌های جمعی را دور زد و افکار عمومی را به عنوان اولین مانیفست یکی از نسل پس از جنگ تحریک کرد.
با این حال، با وجود این، این نسل نقش مهمی در ادبیات ژاپن گذاشته است. آثار شوساکو اندو به‌طور خاص به بسیاری از زبان‌ها ترجمه شده‌اند و به‌طور گسترده در ایالات متحده آمریکا، فرانسه و آلمان خوانده می‌شوند.
در همان زمان، نویسندگان زن مانند آیا کودا (幸田文)، میناکو اوبا و ساواکو آریوشی نیز اولین کار خود را انجام دادند.
پس از این نسل، نویسندگان غالب و مختلفی مانند شینتارو ایشیهارا، موریو کیتا، و کنزابورو اوئه ظاهر شدند.